# Calloplesiops altivelis
Calloplesiops altivelis es una especie de peces de la familia Plesiopidae en el orden de los Perciformes conocido como betta marino.

## Morfología
Los machos pueden llegar alcanzar los 20 cm de longitud total.

## Distribución geográfica
Se encuentra desde el mar Rojo y el África Oriental hasta Tonga e islas de la Línea.

## Biotopo
Arrecifes de coral de todo el Pacífico y mar Rojo, gusta de escondrijos y cuevas, ya que es de hábitos nocturnos. Por el día se deja ver de cuando en vez, a dar un paseo, si está con peces tranquilos suele ser más visible, pero de lo contrario solo sale a la hora de comer y al atardecer cuando bajan las luces. Territorial con los de su misma especie, sin embargo es muy pacífico con otros peces. Cuando está en estado de excitación o defendiendo su territorio agita violentamente la cabeza de un lado para otro y la cola.

## Morfología
Los bettas son de color marrón oscuro o negro con motitas blancas por todo el cuerpo a excepción de las aletas pelvicas que son azuladas o amarillas. Las aletas pectorales son claras con visibles rayas amarillas. La gran cola a modo de velo ocupa casi el tamaño del pez, tiene un gran ocelo que suele ser negro y amarillo en la parte posterior. Pueden alcanzar los 16 cm de tamaño aunque en un acuario rara vez supera los 12 cm.
En estado juvenil, son de color oscuro, y a partir de los dos meses se vuelven totalmente blancos excepto la cabeza que se queda oscura y empieza a adquirir las típicas motitas.
A partir de los 7 meses el color pardo-oscuro de la cabeza comienza a extenderse por todo el cuerpo con sus características manchitas.
Cuando está estresado pierde la cola que rápidamente se regenera en un par de semanas.

## Diferencias Sexuales
El macho suele ser más grande y de coloración más oscura que la hembra.

## Características del agua
Es un pez bastante tolerante, las condiciones como de cualquier acuario de arrecife con los valores normales.
Temperatura 24-26 grados, escondites y cuevas donde se sienta seguro ya que es un animal tímido, el mismo encontrará su cueva o escondite.
Cuando está asustado, se meterá en su escondite con la cola para fuera, moviéndola pausadamente.
La cola del betta tiene las puntas blancas y junto con su ocelo negro y amarillo, moviéndose, recuerda una morena en su escondite, lo que hará que los individuos que se acerquen a su agujero pasen de largo.

## Alimentación
Es un pez carnívoro, no come verde, se alimenta de pequeños pececillos que caza nocturnamente y mejillón, calamar, trocitos de pescado etc.
Le gusta comer granulo, mysys, artemia, etc.

## Reproducción
Imposible en el acuario